# Kiyomori Taira
Kiyomori Taira (jap. 平清盛 Taira no Kiyomori; ur. 1118, zm. 21 marca 1181) – japoński polityk i wojskowy okresu Heian.
Dzięki pozycji swojego ojca Tadamoriego (平忠盛, Taira no Tadamori), cesarskiego faworyta, od najmłodszych lat miał dostęp do kręgów dworskich. Po śmierci ojca w 1153 roku został głową rodu Taira. 
W 1156 roku, podczas walk między stronnictwami cesarskimi, opowiedział się po stronie zwycięskiego cesarza Go-Shirakawy, poparł władcę także trzy lata później podczas kolejnych rozruchów w Kioto. Poparcie dla cesarza zaowocowało błyskotliwą karierą Kiyomoriego i dzięki systematycznym awansom w hierarchii dworskiej został w 1167 roku kanclerzem (太政大臣, daijō-daijin). Był pierwszą osobą na tak wysokim stanowisku, która nie wywodziła się z arystokracji.
W 1168 roku przyjął święcenia mnisie. W trzy lata później sprowadził na dwór swoją córkę Tokuko (平徳子, Taira no Tokuko), która została żoną cesarza Takakury; owocem tego związku był cesarz Antoku. Wykorzystując wysoką pozycję na dworze i rodzinne powiązania z władcą, Kiyomori sprawował faktycznie dyktatorską władzę nad państwem; dysponował znaczną ilością shōenów, a liczne gubernatorstwa i urzędy rozdzielał między swoich krewnych, powinowatych i przyjaciół.